# Anthurium armeniense
Anthurium armeniense är en kallaväxtart som beskrevs av Thomas Bernard Croat. Anthurium armeniense ingår i släktet Anthurium och familjen kallaväxter. Inga underarter finns listade.